# Zsuzsa Körmöczy
Zsuzsa Körmöczy (Boedapest, 24 augustus 1924 – 16 september 2006, Boedapest) was een tennisspeelster uit Hongarije.
In 1958 won Körmöczy Roland Garros, door Shirley Bloomer in de finale in drie sets te verslaan. Het jaar daarop verloor zij de finale van Christine Truman. Dat jaar werd zij ook verkozen tot Sportvrouw van het Jaar in Hongarije. 
In 1963 speelde Körmöczy twee partijen voor Hongarije op de Fed Cup.
Körmöczy is joods, en wordt in het algemeen gezien als de beste joodse tennisspeelster.